# Nacho Ruiz Tejedor
Ignacio Ruiz Tejedor, conocido como Snatcho es uno de los fundadores de Dinamic Software. Ha acompañado a sus hermanos en las sucesivas empresas, como Dinamic Multimedia y FX Interactive, donde ocupó el cargo de director artístico y consejero. En septiembre de 2012 abandona su posición de socio (aunque no la compañía).
Aunque inicialmente programador (obra suya son Yenght, Mapsnatch, Video Olimpic, Olé toro, Ali-Bebe, Krypton Raiders y Game Over), su función principal ha sido grafista. También ha desarrollado labores de producción.
Sus pantallas de carga son fácilmente identificables por contener su apodo (Snatcho)
| Juego                               | Año  | Empresa            | Labor                       |
| ----------------------------------- | ---- | ------------------ | --------------------------- |
| Abu Simbel Profanation              | 1985 | Dinamic Software   | Gráficos                    |
| After the War                       | 1989 | Dinamic Software   | Gráficos                    |
| Ali-Bebe                            | 1985 | Future Stars       | Gráficos                    |
| Arctic Moves                        | 1995 | Dinamic Multimedia | Gráficos                    |
| Buggy Ranger                        | 1990 | Dinamic Software   | Colaborador                 |
| Camelot Warriors                    | 1985 | Dinamic Software   | Gráficos                    |
| Cobra's Arc                         | 1986 | Dinamic Software   | Gráficos                    |
| Dustin                              | 1986 | Dinamic Software   | Gráficos                    |
| Football Club Simulator             | 2016 | FX Interactive     | Artista                     |
| FX Fútbol                           | 2013 | FX Interactive     | Diseño gráfico              |
| FX Fútbol 2.0                       | 2013 | FX Interactive     | Diseño gráfico              |
| FX Fútbol 2015                      | 2014 | FX Interactive     | Diseño gráfico              |
| Game Over                           | 1987 | Dinamic Software   | Programación                |
| Grouch                              | 2000 | Revistronic        | Gráficos adicionales        |
| Hammer Boy                          | 1991 | Dinamic Software   | Gráficos adicionales        |
| Hollywood Monsters                  | 1997 | Péndulo Studios    | Animación 3D                |
| Krypton Raiders                     | 1985 | Future Stars       | Desarrollador, Gráficos     |
| Mapsnatch                           | 1984 | Dinamic Software   | Desarrollador               |
| Megaphoenix                         | 1991 | Dinamic Software   | Gráficos                    |
| Míchel Fútbol Master + Super Skills | 1989 | Dinamic Software   | Gráficos                    |
| Navy Moves                          | 1988 | Dinamic Software   | Gráficos                    |
| Olé, Toro                           | 1985 | Dinamic Software   | Programación                |
| PC Basket                           | 1993 | Dinamic Multimedia | Gráficos                    |
| PC Basket 2.0                       | 1994 | Dinamic Multimedia | Gráficos                    |
| PC Calcio                           | 1995 | Dinamic Multimedia | Gráficos                    |
| PC Calcio 4.0                       | 1996 | Dinamic Multimedia | Gráficos                    |
| PC Calcio 5.0                       | 1996 | Dinamic Multimedia | Gráficos                    |
| PC Calcio 6.0                       | 1997 | Dinamic Multimedia | Diseño                      |
| PC Calcio 7                         | 1998 | Dinamic Multimedia | Gráficos                    |
| PC Fútbol                           | 1993 | Dinamic Multimedia | Gráficos y digitalizaciones |
| PC Fútbol 3.0                       | 1994 | Dinamic Multimedia | Gráficos                    |
| PC Fútbol 4.0                       | 1995 | Dinamic Multimedia | Gráficos                    |
| PC Fútbol 5.0                       | 1996 | Dinamic Multimedia | Gráficos                    |
| PC Fútbol 6 Apertura 98             | 1999 | Dinamic Multimedia | Diseño                      |
| PC Fútbol 6.0                       | 1998 | Dinamic Multimedia | Diseño                      |
| PC Fútbol 7                         | 1998 | Dinamic Multimedia | Gráficos                    |
| PC Fútbol Argentina                 | 1995 | Dinamic Multimedia | Gráficos                    |
| PC Fútbol Argentina 4.0             | 1996 | Dinamic Multimedia | Diseño de pantallas         |
| PC Fútbol Selección Española '98    | 1998 | Dinamic Multimedia | Diseño                      |
| PC Premier 6.0                      | 1997 | Dinamic Multimedia | Diseño                      |
| PC Selección Española de Fútbol     | 1996 | Dinamic Multimedia | Supervisión gráfica         |
| Rocky                               | 1985 | Dinamic Software   | Gráficos                    |
| Satan                               | 1989 | Dinamic Software   | Gráficos                    |
| Sgrizam                             | 1985 | Dinamic Software   | Gráficos                    |
| Simulador Profesional de Fútbol     | 1992 | Dinamic Software   | Gráficos                    |
| Toyland Racing                      | 1999 | Revistronic        | Gráficos adicionales        |
| West Bank                           | 1985 | Dinamic Software   | Gráficos                    |
| Video Olimpic                       | 1984 | Dinamic Software   | Programación                |
| Yenght                              | 1984 | Dinamic Software   | Desarrollador               |